# Adisana (Bumiayu)
Adisana is een bestuurslaag in het regentschap Brebes van de provincie Midden-Java, Indonesië. Adisana telt 7085 inwoners (volkstelling 2010).